# زنبق فرنالد
زنبق فرنالد (نام علمی: Iris fernaldii) نام یک گونه از سرده زنبق است.